# Micha (voornaam)
Micha is een in Nederland vrij onbekende voornaam, die meestal als jongensnaam en soms als meisjesnaam wordt gegeven. De naam kan zowel worden uitgesproken als Misja of als Miga. In het laatste geval wordt teruggegrepen naar de Joodse traditie waar de ch als een 'g'-klank wordt uitgesproken. De naam Micha is een naam die voorkomt in de Hebreeuwse Bijbel (in dit kader moet de naam dan ook als Miga uitgesproken worden). 
Als Micha bedoeld is als meisjesnaam, dan wordt de naam meestal met een 'sj'-klank uitgesproken.
De naam is waarschijnlijk een samentrekking uit Hebreeuws Michaiah, wat betekent "wie is als Jahweh" (ofwel: wie is als God). Als meisjesnaam is het waarschijnlijk een afleiding van Michael of Michaël, wat eveneens betekent "wie is als God".

## Bekende naamdragers (mannen)
- Micha Klein, Nederlands computer-/videokunstenaar; uitspraak: Misja
- Micha Wertheim, Nederlands cabaretier; uitspraak: Miga
- Micha Hamel, Nederlands componist/dirigent/dichter; uitspraak: Miga

## Bekende naamdraagsters (vrouwen)
- Micha Marah, Vlaamse zangeres; uitspraak: Misja